# Rodrigo Aburto Oróstegui
Rodrigo Aburto Oróstegui (13 de marzo de 1900-16 de octubre de 1959) fue un destacado periodista, escritor, diputado y delegado de Chile ante las Naciones Unidas.

## Datos personales
Nació en Calle-Calle, Valdivia, el 13 de marzo de 1900, siendo hijo de Eliseo Aburto Álvarez y Froselia Oróstegui Coronado, perteneciendo por el lado paterno a una antigua e influyente familia de origen vasco, además de ser hermano de la destacada pianista y educadora María Aburto Oróstegui. Posteriormente, este estudiaría en el Instituto Comercial Salesiano, Liceo de Hombres de Valdivia y Escuela Agrícola de Santiago.
Se casó con María Arana Casals y tuvieron hijos.

## Carrera
Se inició en el periodismo en 1918, como colaborador de “La Aurora” y “El Correo” de Valdivia, siendo además fundador y redactor de la revista técnica “El Agricultor”. En 1921 fue redactor del diario “El Austral” de Temuco, terminando como director y administrador de este mismo diario entre 1922 y 1924, para posteriormente trasladarse a Santiago y ocupar la jefatura de la Sección Actividades Sociales de “El Diario Ilustrado”; ascendió a secretario de redacción en 1927, subdirector en 1928 y a director en 1930, cargo que desempeñó durante un año; en este período modernizó y extendió considerablemente los servicios informativos del diario; posteriormente fue subdirector.
En 1932 realizó un viaje como representante a Argentina y Uruguay. En 1941 el gobierno de Japón lo invitó, junto con otros periodistas a visitar ese país e igualmente Oriente. En 1947 fue delegado de Chile ante las Naciones Unidas y en el año 1951 viajó en una misión periodística a Inglaterra y Escocia; en 1953, nuevamente en una misión periodística; esta vez recorriendo toda Europa.
Autor de “Barcos de evacuación”, “Diez crónicas de Oriente”, 1943 y “El mundo está cerca”.
Militó en el Partido Conservador y Partido Conservador Unido; en 1951 fue miembro de la Junta Ejecutiva de este último.
Fue elegido diputado por la Vigesimosegunda Agrupación Departamental de "Valdivia, La Unión y Osorno", período 1933 a 1937; integró la Comisión Permanente de Trabajo y Legislación Social. En el Congreso, como en la prensa, fue un gran defensor de la clase media.
En 1940, sus correligionarios de Osorno, lo proclamaron candidato a diputado, pero rechazó este honor, para dedicarse a las labores periodísticas<ref>